# Chelsea-Boot

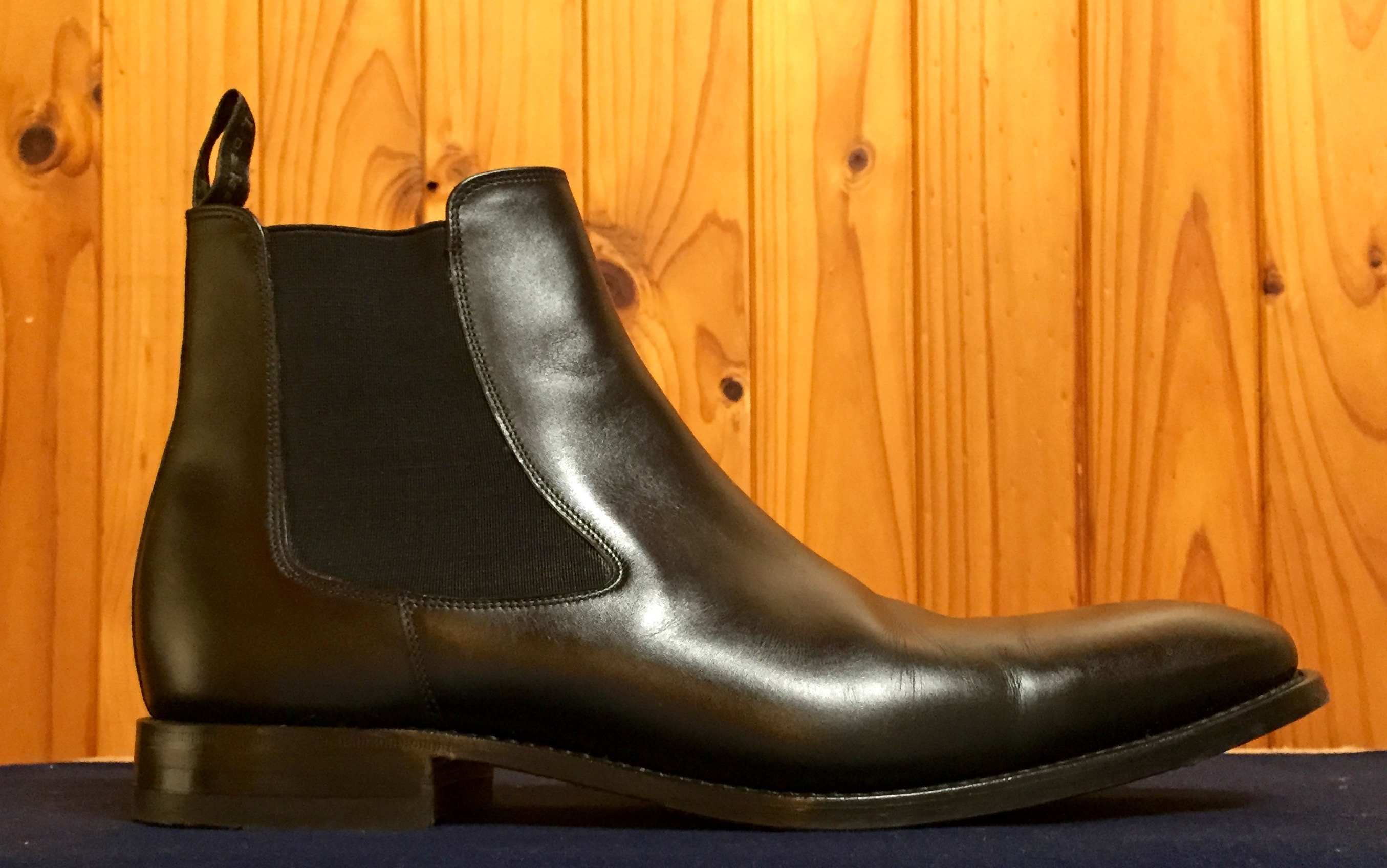
Loake „Hutchinson“ Chelsea-Boot, schwarz

Der Chelsea-Boot, oder auch Chelsea-Stiefel, ist ein klassisches Herrenschuhmodell. Es handelt sich um einen überknöchelhohen Stiefel, der durch zwei seitliche Gummibandeinsätze, rechts und links vom Fußgelenk, gekennzeichnet ist.

## Historisches

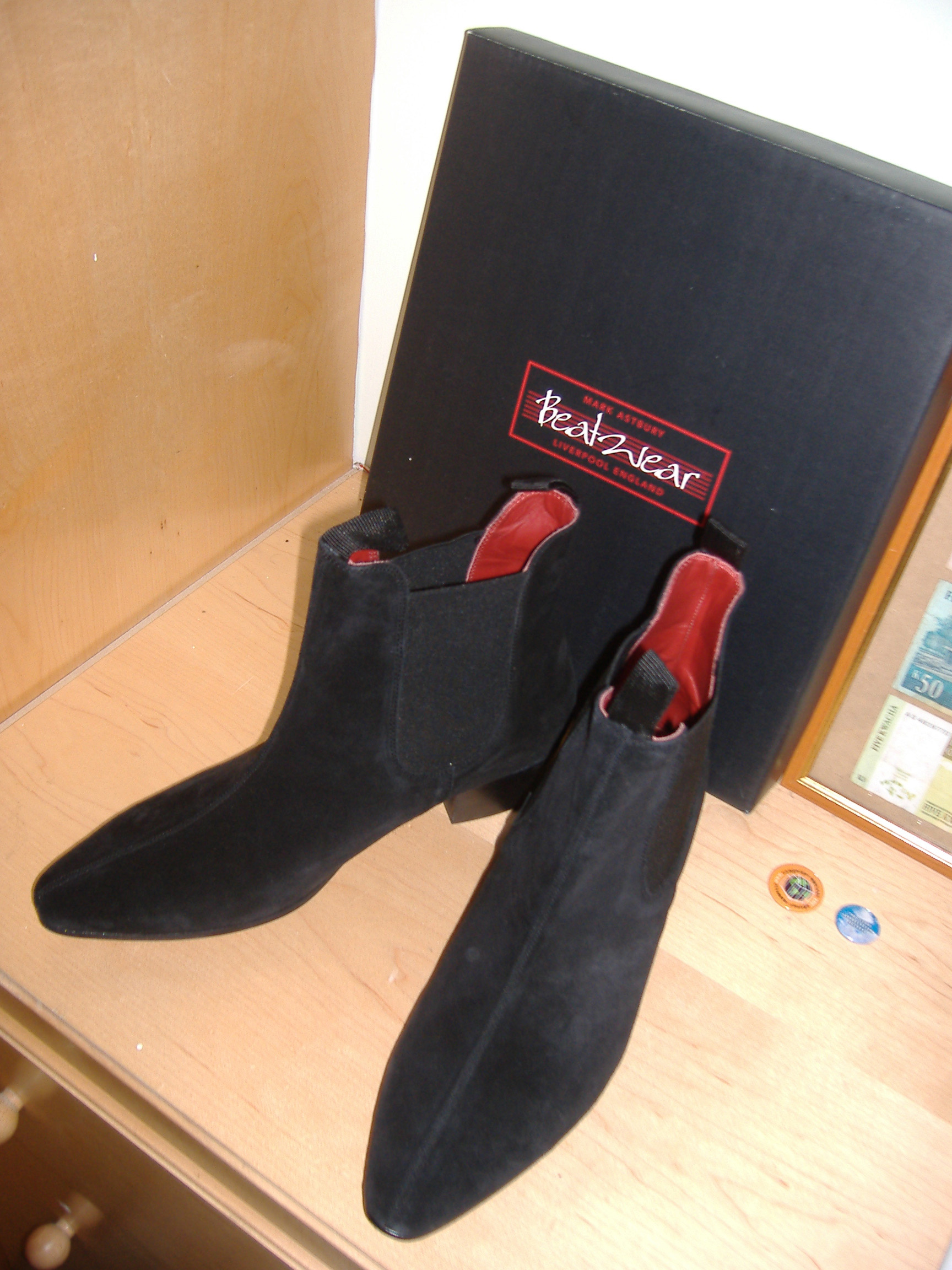
Beatle-Boots

Der Chelsea-Boot geht auf eine Erfindung von J. S. Hall, eines Schuhmachers von Königin Victoria, aus den 1830er Jahren in London zurück.
Das Modell hat sich seitdem in den klassischen Herrenschuhkollektionen vieler Anbieter gehalten. Es wird angenommen, dass sich die Bezeichnung „Chelsea Boot“ etablierte, als in den 1950er und 1960er Jahren viele Künstler aus den Londoner Stadtteilen Chelsea und Fulham diesen Schuh trugen.
In den 1960er Jahren erlangte dieses Modell als „Beatle-Boot“ große Popularität. Diese Benennung geht auf die Popgruppe The Beatles zurück, deren Mitglieder diesen Stiefel in einer Variante mit höherem und leicht geschwungenem Absatz sowie einer sehr eng zulaufenden Schuhspitze trugen.

## Varianten
Es gibt zwei Modellvarianten, deren Unterschied sich aber erst bei genauerem Hinsehen offenbart: Zum einen das Modell mit einem Schaftschnitt, der unterhalb der Gummibandeinsätze eine kurze vertikale Naht (vgl. die Abbildung des schwarzen Chelsea-Boots) zeigt, und zum anderen den Chelsea-Boot ohne diese zusätzlichen Nähte. Da die Nähte das Verarbeiten kleinerer Schaftteile ermöglichen, ist sowohl die Verarbeitung einfacher als auch der Materialverschnitt geringer. Beides führt zu einem geringeren Herstellungs- und somit auch Verkaufspreis der Modellvariante mit diesen Zusatznähten. Schuhkenner bevorzugen die selten anzutreffenden Stiefel ohne diese Nähte.
Der Chelsea-Boot existiert auch in einer Damenvariante, die sich durch einen etwas höheren und schmaleren Absatz kennzeichnet und auf einem, dem weiblichen Fuß entsprechenden, Damenleisten gefertigt wird.

## Sonstiges
Die besseren Chelsea-Boots sind durch die rahmengenähte Machart gekennzeichnet. Um eine bessere Passform dieses durch keine Schnürung fein anzupassenden Stiefels zu gewährleisten, wird der Schaft noch vor der Befestigung am Schuhboden gewalkt. Dadurch wird das ehemals flache Leder der späteren Stiefelform etwas angepasst. Das bewirkt beim fertigen Stiefel einen engen Sitz im Bereich der Fußbeuge und verhindert so ein Hochlupfen der Ferse beim Gehen.
Die bei vielen Chelsea-Stiefeln hinten oder hinten und vorne am oberen inneren Schaftrand angenähte Zugschlaufe aus Gewebe dient dem vereinfachten Anziehen des Stiefels und ist, da diese Stiefel mit langen Hosen kombiniert werden, nicht sichtbar, weil das Hosenbein sie verdeckt.